# نيوينغون (نيوهامشير)
نيوينغون (بالإنجليزية: Newington, New Hampshire)‏ هي معلم جغرافي تقع في الولايات المتحدة في Rockingham County. يقدر عدد سكانها بـ 753 نسمة ومساحتها 32.3 كم2وترتفع عن سطح البحر 24 متر.

## أعلام
- جون بيكرينغ